# Distrito de Morges
O Distrito de Morges na Suíça, tem como capital a cidade de Morges, e é um dos outros dez distritos que compõem o  Cantão de Vaud.
Anteriormente composta por 34 comunas da suíça, se o distrito sofreu grandes alterações com a amputação de 4 comunas que foram juntas ao novo distrito do Oeste lausanês, em Janeiro de 2008, por outro lado recebeu comunas do anterior distrito de Rolle, que desapareceu.
Actualmente o distrito de Morges é constituído por 62 comunas, com uma superfície de 372,96 km² e a população passou para  73 747 hab. para uma densidade de 51,4 hab/km².

## Geografia
Com uma parte virada para o Lago Lemano, o distrito  está limitada a Norte pelo distrito do Jura-Nord vaudois, a Este pelo  distrito de Gros-de-Vaud e distrito do Oeste lausanês, a Sul com  departamento francês da Alta Saboia, e a Sudoeste com o distrito de Nyon .

## Imagens

Bandeira do Cantão de Vaud
Escudo de Morges
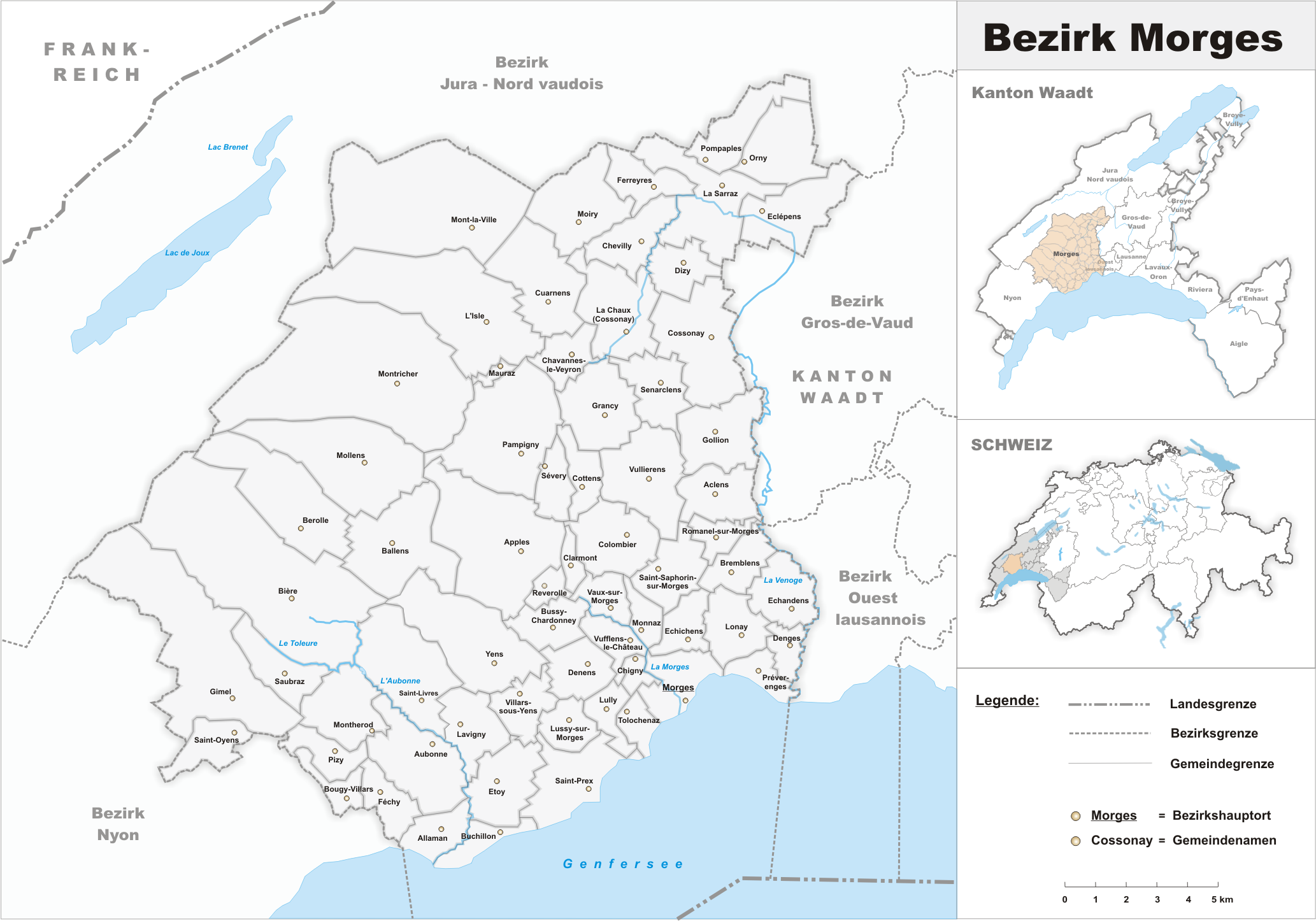
Distrito de Morges e comunas

## Comunas
Lista das 47 comunas que compõem o distrito de Morge.
| Aclens              |
| Allaman             |
| Apples              |
| Aubonne             |
| Ballens             |
| Berolle             |
| Bougy-Villars       |
| Bremblens           |
| Buchillon           |
| Bussy-Chardonney    |
| Chavannes-le-Veyron |
| Chevilly            |
| Chigny              |
| Clarmont            |
| Cossonay            |
| Cottens             |
| Cuarnens            |
| Denens              |
| Denges              |
| Dizy                |
| Échandens           |
| Echichens           |
| Éclépens            |
| Étoy                |
| Féchy               |
| Ferreyres           |
| Gimel               |
| Gollion             |
| Grancy              |
| La Chaux            |

| La Sarraz           |
| L'Isle              |
| Lavigny             |
| Lonay               |
| Lully               |
| Lussy-sur-Morges    |
| Mauraz              |
| Moiry               |
| Mollens             |
| Montherod           |
| Mont-la-Ville       |
| Montricher          |
| Morges              |
| Orny                |
| Pampigny            |
| Pompaples           |
| Préverenges         |
| Reverolle           |
| Romanel-sur-Morges  |
| Saint-Livres        |
| Saint-Oyens         |
| Saint-Prex          |
| Saubraz             |
| Senarclens          |
| Sévery              |
| Tolochenaz          |
| Vaux-sur-Morges     |
| Villars-sous-Yens   |
| Vufflens-le-Château |
| Vullierens          |
| Yens                |